# Pedro De Ciancio
Pedro De Ciancio (Buenos Aires, 16 febbraio 1938) è un ex calciatore argentino, di ruolo di difensore.

## Palmarès

### Nazionale
- Giochi panamericani: 1

Argentina: Chicago 1959